# 빅토르 이삭 아코스타

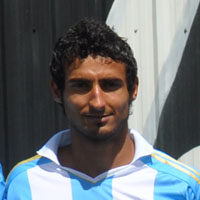

빅토르 이삭 아코스타(Victor Isaac Acosta, 1986년 12월 4일 ~ )는 아르헨티나 출신의 축구 선수이다.

## 클럽 경력
2010년 대구 FC에 입단하여 한 시즌 동안 활약하였다. 당시 등록명은 이삭을 사용하였고 포지션은 공격수였다.
리그 3경기에 출전하였고 공격포인트는 기록하지 못 하였다.